# 国防省 (ブラジル)
国防省（こくぼうしょう、ポルトガル語: Ministério da Defesa, MD）は、ブラジルの中央官庁。
1999年6月10日、陸軍省、海軍省、空軍省の3省を統合し発足した。国防大臣の下、陸海空軍および諸機関のほか民間航空行政も担当する。

## 組織
- ブラジル軍
  - 陸軍
  - 海軍
  - 空軍
- 連邦民間航空庁(Anac)
- ブラジル航空インフラ業務公社(Infraero)（国営企業）
- 米州防衛委員会ブラジル代表(RBJID)
- 国防大学校(ESG)
- 軍病院(HFA)

## 歴代大臣
| 代 | 氏名                                       | 在任期間                      | 大統領                                                |
| -- | ------------------------------------------ | ----------------------------- | ----------------------------------------------------- |
| 1  | エルシオ・アルヴァレス                     | 1999年6月10日 - 2000年1月24日 | フェルナンド・エンリケ・カルドーゾ                    |
| 2  | ジェラルド・マジェラ・ダ・クルス・キンタン | 2000年1月24日 - 2003年1月1日  | フェルナンド・エンリケ・カルドーゾ                    |
| 3  | ジョゼ・ヴィエガス・フィーリョ             | 2003年1月1日 - 2004年11月8日  | ルイス・イナシオ・ルーラ・ダ・シルヴァ                |
| 4  | ジョゼ・アレンカル                         | 2004年11月8日 - 2006年3月31日 | ルイス・イナシオ・ルーラ・ダ・シルヴァ                |
| 5  | ヴァルジール・ピレス                       | 2006年3月31日 - 2007年6月25日 | ルイス・イナシオ・ルーラ・ダ・シルヴァ                |
| 6  | ネルソン・ジョビン                         | 2007年6月25日 - 2011年8月4日  | ルイス・イナシオ・ルーラ・ダ・シルヴァ ジルマ・ルセフ |
| 7  | セルソ・アモリン                           | 2011年8月4日 - 2014年12月31日 | ジルマ・ルセフ                                        |
| 8  | ジャケス・ワグナー                         | 2015年1月1日 - 2015年10月2日  | ジルマ・ルセフ                                        |
| 9  | アルド・レベロ                             | 2015年10月2日 - 2016年5月12日 | ジルマ・ルセフ                                        |
| 10 | ラウル・ジュングマン                       | 2016年8月20日 - 2018年2月27日 | ミシェル・テメル                                      |
| 11 | ジョアキン・シルヴァ・エ・ルナ             | 2018年2月27日 - 2019年1月1日  | ミシェル・テメル                                      |
| 12 | フェルナンド・アゼベド・エ・シルヴァ       | 2019年1月1日 - 2021年3月29日  | ジャイール・ボルソナロ                                |
| 13 | ワルター・ブラガ・ネット                   | 2021年3月29日 - 2022年4月1日  | ジャイール・ボルソナロ                                |
| 14 | パウロ・セルジオ・ノゲイラ                 | 2022年4月1日 - 2023年1月1日   | ジャイール・ボルソナロ                                |
| 15 | ジョゼ・ムシオ                             | 2023年1月1日 -                | ルイス・イナシオ・ルーラ・ダ・シルヴァ                |